# Grecia en la Copa Mundial de Fútbol de 2014
La selección de fútbol de Grecia fue una de las 32 selecciones que participó en la Copa Mundial de Fútbol de 2014. Esta fue su tercera participación en mundiales y segunda consecutiva luego de su presencia en Sudáfrica 2010. El conjunto helénico quedó ubicado en el Grupo C donde mostró una buena actuación posicionándose como segundo y clasificándose así, por primera vez en su historia, a la fase de octavos de final del torneo. En dicha instancia se enfrentó a Costa Rica perdiendo el encuentro por penales luego de haber empatado uno a uno.

## Clasificación
Grecia disputó las eliminatorias de la UEFA en el grupo G terminando empatada con la Bosnia y Herzegovina en 25 puntos pero con una menor diferencia de gol lo que le significó disputar la repesca europea contra el segundo del grupo D. En esa instancia se enfrentó con Rumania a partidos de ida y vuelta, ganó en El Pireo y empató en Bucarest obteniendo así la clasificación a Brasil 2014.

### Grupo G
| Equipo               | Pts | PJ | PG | PE | PP | GF | GC | Dif |
| -------------------- | --- | -- | -- | -- | -- | -- | -- | --- |
| Bosnia y Herzegovina | 25  | 10 | 8  | 1  | 1  | 30 | 6  | 24  |
| Grecia               | 25  | 10 | 8  | 1  | 1  | 12 | 4  | 8   |
| Eslovaquia           | 13  | 10 | 3  | 4  | 3  | 11 | 10 | 1   |
| Lituania             | 11  | 10 | 3  | 2  | 5  | 9  | 11 | -2  |
| Letonia              | 8   | 10 | 2  | 2  | 6  | 10 | 20 | -10 |
| Liechtenstein        | 2   | 10 | 0  | 2  | 8  | 4  | 25 | -21 |

| Fecha                    | Lugar      |                      |                                 | Resultado |                                 |                      |
| ------------------------ | ---------- | -------------------- | ------------------------------- | --------- | ------------------------------- | -------------------- |
| 7 de septiembre de 2012  | Riga       | Letonia              | Bandera de Letonia              | 1:2 (1:0) | Bandera de Grecia               | Grecia               |
| 11 de septiembre de 2012 | El Pireo   | Grecia               | Bandera de Grecia               | 2:0 (0:0) | Bandera de Lituania             | Lituania             |
| 12 de octubre de 2012    | El Pireo   | Grecia               | Bandera de Grecia               | 0:0       | Bandera de Bosnia y Herzegovina | Bosnia y Herzegovina |
| 16 de octubre de 2012    | Bratislava | Eslovaquia           | Bandera de Eslovaquia           | 0:1 (0:0) | Bandera de Grecia               | Grecia               |
| 22 de marzo de 2013      | Zenica     | Bosnia y Herzegovina | Bandera de Bosnia y Herzegovina | 3:1 (2:0) | Bandera de Grecia               | Grecia               |
| 7 de junio de 2013       | Vilna      | Lituania             | Bandera de Lituania             | 0:1 (0:1) | Bandera de Grecia               | Grecia               |
| 6 de septiembre de 2013  | Vaduz      | Liechtenstein        | Bandera de Liechtenstein        | 0:1 (0:0) | Bandera de Grecia               | Grecia               |
| 10 de septiembre de 2013 | El Pireo   | Grecia               | Bandera de Grecia               | 1:0 (0:0) | Bandera de Letonia              | Letonia              |
| 11 de octubre de 2013    | El Pireo   | Grecia               | Bandera de Grecia               | 1:0 (1:0) | Bandera de Eslovaquia           | Eslovaquia           |
| 15 de octubre de 2013    | El Pireo   | Grecia               | Bandera de Grecia               | 2:0 (1:0) | Bandera de Liechtenstein        | Liechtenstein        |

### Repesca europea
| 15 de noviembre de 2013 | Grecia                              | 3:1 (2:1) | Rumania    | Estadio Georgios Karaiskakis, El Pireo                    |                                                           |
|                         | Mitroglou 14' 66' · Salpingidis 20' | Reporte   | Stancu 19' | Asistencia: 26.200 espectadores Árbitro(s): Pedro Proença | Asistencia: 26.200 espectadores Árbitro(s): Pedro Proença |

| 19 de noviembre de 2013 | Rumania              | 1:1 (0:1) | Grecia        | Arena Națională, Bucarest                                 |                                                           |
|                         | Torosidis 55' (a.g.) | Reporte   | Mitroglou 23' | Asistencia: 49.793 espectadores Árbitro(s): Milorad Mažić | Asistencia: 49.793 espectadores Árbitro(s): Milorad Mažić |

### Goleadores
| Jugador                    | Goles | PJ |
| -------------------------- | ----- | -- |
| Dimitris Salpingidis       | 3     | 9  |
| Konstantinos Mitroglou     | 2     | 10 |
| Theofanis Gekas            | 2     | 7  |
| Nikos Spiropoulos          | 1     | 4  |
| Sotiris Ninis              | 1     | 6  |
| Lazaros Christodoulopoulos | 1     | 6  |
| Georgios Karagounis        | 1     | 10 |

## Preparación

### Campamento base
La selección griega escogió, en diciembre de 2013, a Aracaju como sede de su campamento base durante su participación en el mundial de Brasil, el municipio de Aracaju, capital del estado de Sergipe, también fue visitada por delegaciones de Corea del Sur, Colombia y Honduras luego que fuese confirmada por la FIFA como una de las ciudades que podía albergar a alguna selección nacional. La información se confirmó cuando FIFA publicó las sedes de los campamentos base de todas las selecciones el 31 de enero de 2014.
El Estádio Estadual Lourival Baptista, más conocido como «Baptistao», servirá como centro de entrenamiento para la selección griega, para tal fin el recinto entró en un proceso de reforma para cumplir con las condiciones exigidas por la Federación Helénica de Fútbol. En tanto el Hotel Radisson Aracaju fue elegido para albergar a la delegación griega durante su estadía en Brasil.

### Amistosos previos
| 5 de marzo de 2014 | Grecia | 0:2 (0:1) | Corea del Sur      | Estadio Georgios Karaiskakis, Atenas, Grecia              |                                                           |
|                    |        | Reporte   | Park 18' · Son 55' | Asistencia: 7,600 espectadores Árbitro(s): Ovidiu Hațegan | Asistencia: 7,600 espectadores Árbitro(s): Ovidiu Hațegan |

| 31 de mayo de 2014 | Portugal | 0:0 | Grecia | Estadio Nacional de Portugal, Oeiras, Portugal         |  |
|                    |          |     |        | Asistencia: 33,556 espectadores Árbitro(s): Kevin Blom |  |

| 3 de junio de 2014                                        | Grecia | 0:0     | Nigeria | PPL Park, Chester, Estados Unidos                         |                                                           |
|                                                           |        | Reporte |         | Asistencia: 10,131 espectadores Árbitro(s): Elmer Bonilla | Asistencia: 10,131 espectadores Árbitro(s): Elmer Bonilla |
| Partido correspondiente al evento amistoso Road to Brazil |        |         |         |                                                           |                                                           |

| 6 de junio de 2014                                        | Grecia                     | 2:1 (1:0) | Bolivia     | Red Bull Arena, Harrison, Estados Unidos                  |                                                           |
|                                                           | Kone 21' · Katsouranis 54' |           | Cardozo 70' | Asistencia: 11,024 espectadores Árbitro(s): Javier Santos | Asistencia: 11,024 espectadores Árbitro(s): Javier Santos |
| Partido correspondiente al evento amistoso Road to Brazil |                            |           |             |                                                           |                                                           |

## Lista de jugadores
Fernando Santos anunció, a través de la Federación Helénica de Fútbol, la lista preliminar de 30 jugadores convocados el 14 de mayo de 2014. Cinco días después, el 19 de mayo, Fernando Santos dio baja a siete convocados de la lista preliminar y anunció en conferencia de prensa la nómina definitiva de 23 jugadores que asistirán al mundial.
| #     | Nombre                     | Posición        | Edad            | PJ Sel          | G               | Club              |
| ----- | -------------------------- | --------------- | --------------- | --------------- | --------------- | ----------------- |
| 1     | Orestis Karnezis           | Portero         | -               | -               | -               | Granada           |
| 2     | Giannis Maniatis           | Centrocampista  | -               | -               | -               | Olympiacos        |
| 3     | Giorgos Tzavellas          | Defensa         | -               | -               | -               | PAOK              |
| 4     | Kostas Manolas             | Defensa         | -               | -               | -               | Olympiacos        |
| 5     | Vangelis Moras             | Defensa         | -               | -               | -               | Hellas Verona     |
| 6     | Alexandros Tziolis         | Centrocampista  | -               | -               | -               | Kayserispor       |
| 7     | Georgios Samaras           | Delantero       | -               | -               | -               | Celtic            |
| 8     | Panagiotis Kone            | Centrocampista  | -               | -               | -               | Bologna           |
| 9     | Kostas Mitroglou           | Delantero       | -               | -               | -               | Fulham            |
| 10    | Giorgos Karagounis         | Centrocampista  | -               | -               | -               | Fulham            |
| 11    | Loukas Vyntra              | Defensa         | -               | -               | -               | Levante           |
| 12    | Panagiotis Glykos          | Portero         | -               | -               | -               | PAOK              |
| 13    | Stefanos Kapino            | Portero         | -               | -               | -               | Panathinaikos     |
| 14    | Dimitris Salpingidis       | Delantero       | -               | -               | -               | PAOK              |
| 15    | Vasilis Torosidis          | Defensa         | -               | -               | -               | Roma              |
| 16    | Lazaros Christodoulopoulos | Delantero       | -               | -               | -               | Bologna           |
| 17    | Theofanis Gekas            | Delantero       | -               | -               | -               | Konyaspor         |
| 18    | Giannis Fetfatzidis        | Delantero       | -               | -               | -               | Genoa             |
| 19    | Sokratis Papastathopoulos  | Defensa         | -               | -               | -               | Borussia Dortmund |
| 20    | José Holebas               | Defensa         | -               | -               | -               | Olympiacos        |
| 21    | Kostas Katsouranis         | Centrocampista  | -               | -               | -               | PAOK              |
| 22    | Andreas Samaris            | Centrocampista  | -               | -               | -               | Olympiacos        |
| 23    | Panagiotis Tachtsidis      | Centrocampista  | -               | -               | -               | Torino            |
| D. T. | Fernando Santos            | Fernando Santos | Fernando Santos | Fernando Santos | Fernando Santos | Fernando Santos   |

Los siguientes jugadores formaron parte de la lista preliminar de 30 que la Federación Helénica de Fútbol envió a la FIFA, pero fueron descartados por el entrenador Fernando Santos al momento de elaborar la lista definitiva de 23.
| Nombre                | Posición       | Edad | PJ Sel | G | Club            |
| --------------------- | -------------- | ---- | ------ | - | --------------- |
| Alexandros Tzorvas    | Portero        | -    | -      | - | Apollon Smyrnis |
| Avraam Papadopoulos   | Defensa        | -    | -      | - | Olympiacos      |
| Nikos Karabelas       | Defensa        | -    | -      | - | Levante         |
| Kostas Fortounis      | Centrocampista | -    | -      | - | Kaiserslautern  |
| Dimitris Papadopoulos | Delantero      | -    | -      | - | Atromitos       |
| Nikos Karelis         | Delantero      | -    | -      | - | Panathinaikos   |
| Stefanos Athanasiadis | Delantero      | -    | -      | - | PAOK            |

## Participación

### Grupo C
| Equipo          | Pts | PJ | PG | PE | PP | GF | GC | Dif |
| --------------- | --- | -- | -- | -- | -- | -- | -- | --- |
| Colombia        | 9   | 3  | 3  | 0  | 0  | 9  | 2  | 7   |
| Grecia          | 4   | 3  | 1  | 1  | 1  | 2  | 4  | -2  |
| Costa de Marfil | 3   | 3  | 1  | 0  | 2  | 4  | 5  | -1  |
| Japón           | 1   | 3  | 0  | 1  | 2  | 2  | 6  | -4  |

| 14 de junio de 2014, 13:00 | Colombia                                    | 3:0 (1:0) | Grecia | Estadio «Mineirão», Belo Horizonte                      |                                                         |
|                            | Armero 5' · Gutiérrez 57' · Rodríguez 90+2' | Reporte   |        | Asistencia: 51,174 espectadores Árbitro(s): Mark Geiger | Asistencia: 51,174 espectadores Árbitro(s): Mark Geiger |

| 19 de junio de 2014, 19:00 | Japón | 0:0     | Grecia | Estadio Arena das Dunas, Natal                           |                                                          |
|                            |       | Reporte |        | Asistencia: 39 485 espectadores Árbitro(s): Joel Aguilar | Asistencia: 39 485 espectadores Árbitro(s): Joel Aguilar |

| 24 de junio de 2014, 17:00 | Grecia                             | 2:1 (1:0) | Costa de Marfil | Estadio «Castelão», Fortaleza |                         |
|                            | Samaris 41' · Samaras 90+2' (pen.) | Reporte   | Bony 73'        | Árbitro(s): Carlos Vera       | Árbitro(s): Carlos Vera |

### Octavos de final
| 29 de junio de 2014, 17:00 | Costa Rica                                  | 1:1 (1:1) (0:0) (t. s.)(5:3 p.) | Grecia                                           | Estadio Itaipava Arena Pernambuco, Recife |                          |
|                            | Ruiz 51'                                    | Reporte                         | Papastathopoulos 90+1'                           | Árbitro(s): Ben Williams                  | Árbitro(s): Ben Williams |
|                            |                                             | Tiros desde el punto penal      |                                                  |                                           |                          |
|                            | Borges · Ruiz · González · Campbell · Umaña |                                 | Mitroglou · Christodoulopoulos · Holebas · Gekas |                                           |                          |

## Estadísticas

### Participación de jugadores
| # | Pos        | Jugador           | PJ (T/S) | Minutos Jugados | Goles recibidos | Atajos | Tarjetas Amarillas | Doble Tarjeta Amarilla y Roja | Tarjetas Rojas |
| - | ---------- | ----------------- | -------- | --------------- | --------------- | ------ | ------------------ | ----------------------------- | -------------- |
| 1 | Guardameta | Orestis Karnezis  | -        | -               | -               | -      | -                  | -                             | -              |
| - | Guardameta | Panagiotis Glykos | -        | -               | -               | -      | -                  | -                             | -              |
| - | Guardameta | Stefanos Kapino   | -        | -               | -               | -      | -                  | -                             | -              |

| # | Pos            | Jugador                    | PJ (T/S) | Minutos Jugados | (P) | Asistencias | Tarjetas Amarillas | Doble Tarjeta Amarilla y Roja | Tarjetas Rojas |
| - | -------------- | -------------------------- | -------- | --------------- | --- | ----------- | ------------------ | ----------------------------- | -------------- |
| - | Defensa        | Vasilis Torosidis          | -        | -               | -   | -           | -                  | -                             | -              |
| - | Defensa        | Loukas Vyntra              | -        | -               | -   | -           | -                  | -                             | -              |
| - | Defensa        | Kostas Manolas             | -        | -               | -   | -           | -                  | -                             | -              |
| - | Defensa        | Vangelis Moras             | -        | -               | -   | -           | -                  | -                             | -              |
| - | Defensa        | Sokratis Papastathopoulos  | -        | -               | -   | -           | -                  | -                             | -              |
| - | Defensa        | José Holebas               | -        | -               | -   | -           | -                  | -                             | -              |
| - | Defensa        | Giorgos Tzavellas          | -        | -               | -   | -           | -                  | -                             | -              |
| - | Centrocampista | Kostas Katsouranis         | -        | -               | -   | -           | -                  | -                             | -              |
| - | Centrocampista | Alexandros Tziolis         | -        | -               | -   | -           | -                  | -                             | -              |
| - | Centrocampista | Giannis Maniatis           | -        | -               | -   | -           | -                  | -                             | -              |
| - | Centrocampista | Giorgos Karagounis         | -        | -               | -   | -           | -                  | -                             | -              |
| - | Centrocampista | Panagiotis Kone            | -        | -               | -   | -           | -                  | -                             | -              |
| - | Centrocampista | Andreas Samaris            | -        | -               | -   | -           | -                  | -                             | -              |
| - | Centrocampista | Panagiotis Tachtsidis      | -        | -               | -   | -           | -                  | -                             | -              |
| - | Delantero      | Dimitris Salpingidis       | -        | -               | -   | -           | -                  | -                             | -              |
| - | Delantero      | Lazaros Christodoulopoulos | -        | -               | -   | -           | -                  | -                             | -              |
| - | Delantero      | Theofanis Gekas            | -        | -               | -   | -           | -                  | -                             | -              |
| - | Delantero      | Georgios Samaras           | -        | -               | -   | -           | -                  | -                             | -              |
| - | Delantero      | Giannis Fetfatzidis        | -        | -               | -   | -           | -                  | -                             | -              |
| - | Delantero      | Kostas Mitroglou           | -        | -               | -   | -           | -                  | -                             | -              |